# Ferdynand Kassler
Ferdynand (Feiwel) Kassler (ur. 1883, zm. 1942?) – architekt związany ze Lwowem.
Pierwsze obiekty zaprojektował ok. 1909, reprezentowały one cechy neobarokowe, późniejsze tworzył w oparciu o styl empire, a następnie modernizm.

## Twórczość architektoniczna

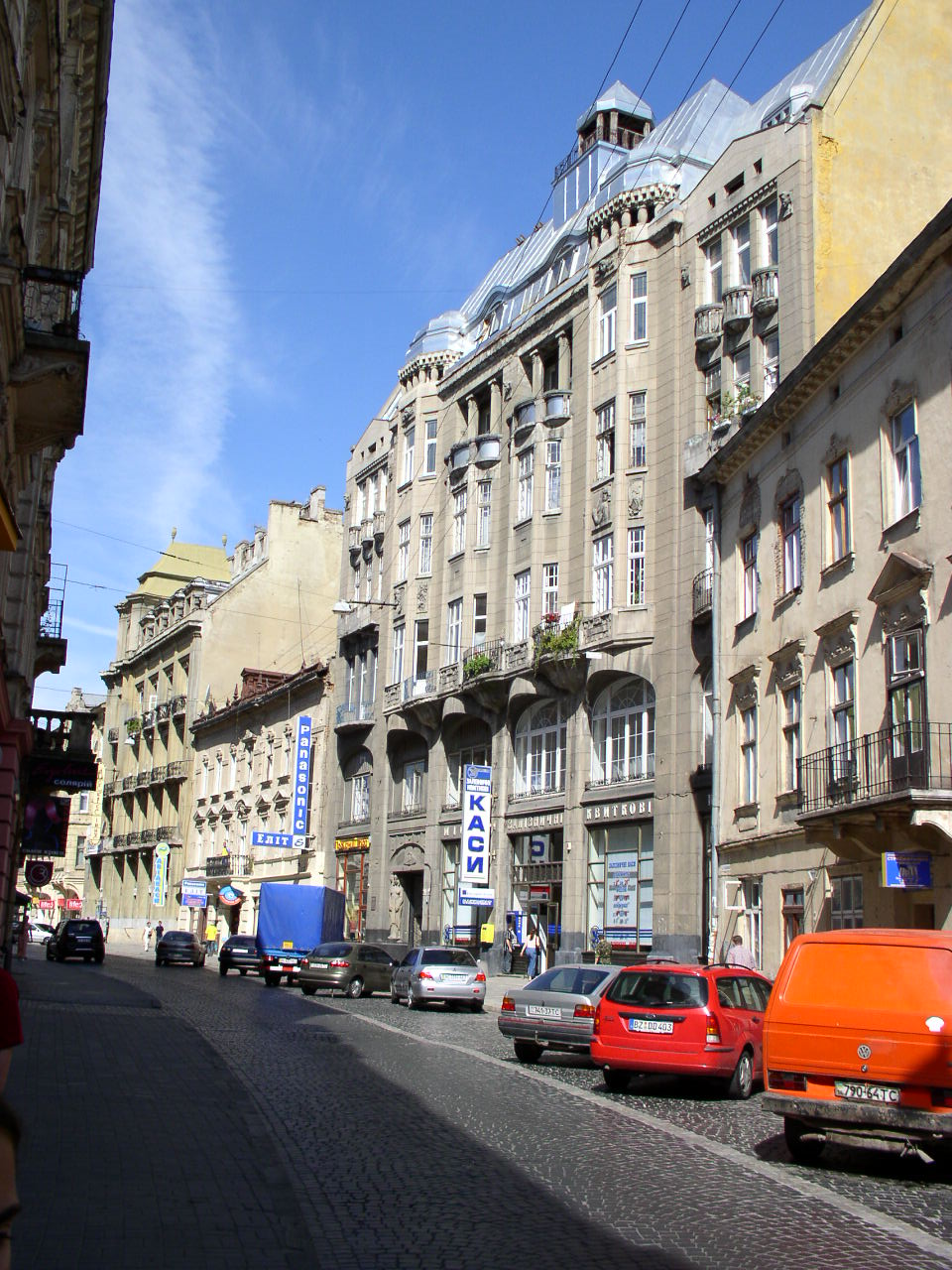
Kamienica przy ulicy Hryhorenki 20-22

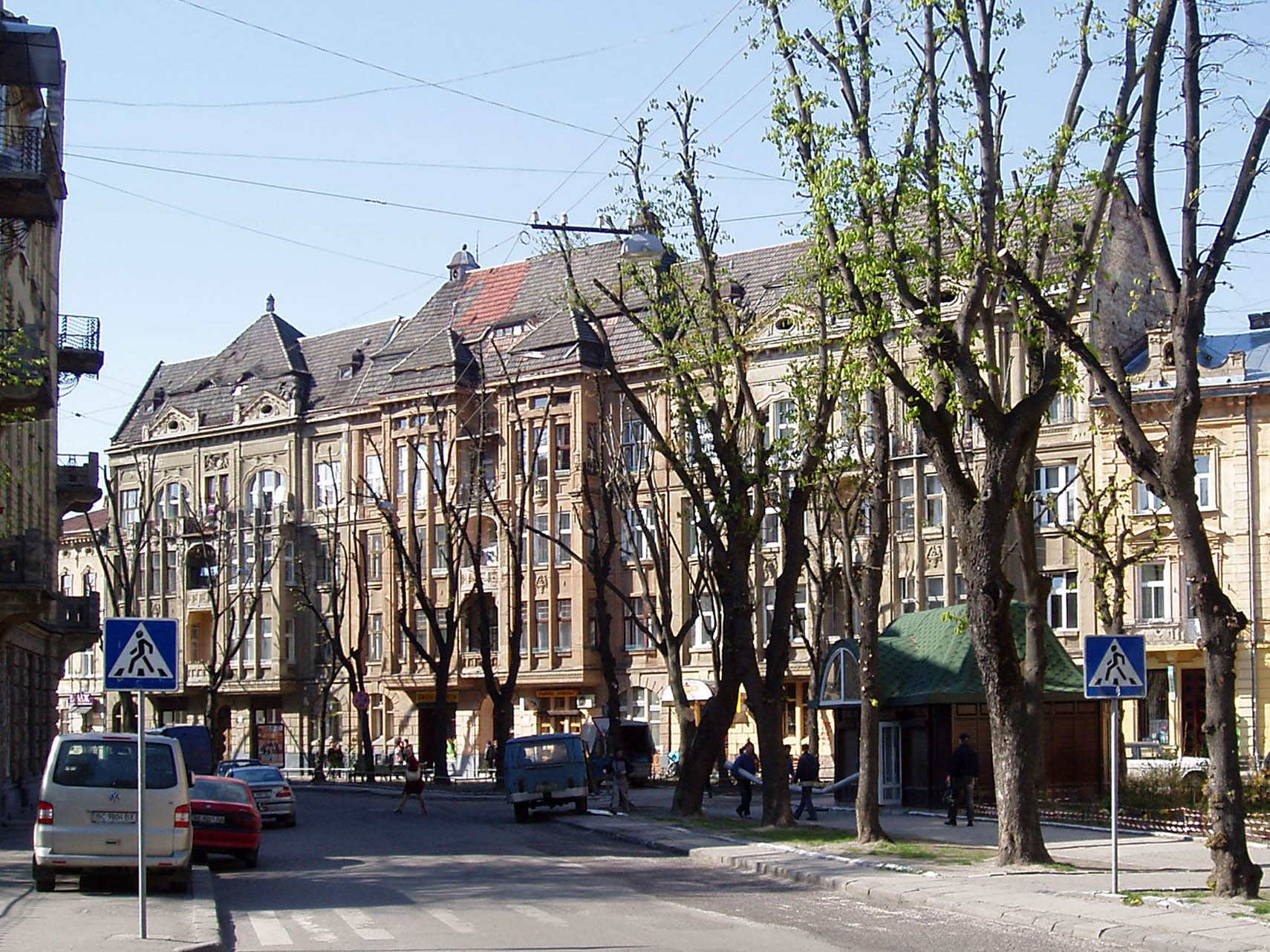
Kamienice przy ulicy Lewickiego 11/11a/15

- Przebudowa fasady Pasażu Fellerów, który istniał pomiędzy kamienicą przy Wałach Hetmańskich 35 a Rzeźnicką. Obecnie jego część stanowi ulica Michalczuka - pierwotny projekt Artur Schleyen, rzeźby Piotra Wójtowicz /1909/;
- Pasaż Grünerów przy placu Petra Hryhorenki 5 (Franciszka Smolki) - współautor Roman Feliński /1910-1911/;
- Żydowska Szkoła Przemysłowa Męska im. Dr. Abrahama Korkisa ul. Antoniego Angełłowycza 28 (Stroha) /1909/, rozbudowa /1926-30/;
- Pierwszy projekt budynku Grünera przy ulicy Wołodymira Hnatiuka 20-22 (Jagiellońska) - współautor Roman Feliński, rzeźby na elewacji Zygmunt Kurczyński /1910/;
- Kamienica dochodowa przy ulicy Kostii Lewickiego 11 (Jana Kochanowskiego) - współautor Walery Szulman /1912/;
- Kamienica dochodowa przy ulicy Kostii Lewickiego 11a (Jana Kochanowskiego) - współautor Walery Szulman /1912/;
- Kamienica dochodowa przy ulicy Kostii Lewickiego 15 (Jana Kochanowskiego) - współautor Walery Szulman /1912/;
- Modernistyczna kamienica przy ulicy Stepana Bandery 24 u zbiegu z Karpińskiego (Leona Sapiehy przy Franciszka Karpińskiego) - rzeźby na elewacji Zygmunt Kurczyński /1912/1913/;
- Kamienice czynszowe przy ulicy Czernichowskiej 2 i 4 (Samuela Głowińskiego) - rzeźby na elewacji Zygmunt Kurczyński /1912/1913/;
- Kamienica dochodowa przy ulicy Kostii Lewickiego 26 (Jana Kochanowskiego) - rzeźby na elewacji Zygmunt Kurczyński /1913/;
- Kamienica Jonasza Sprechera przy placu Adama Mickiewicza 8 (Plac Mariacki), siedmiopiętrowa w stylu biedermeier z apteką na parterze - współautor Henryk Zaremba /1913-1921/;
- Gmach lwowskiej filii francuskiej kompanii naftowej "Prem’er" przy ulicy Kniazia Romana 26 (Stefana Batorego) - współautor Julian Cybulski /1913-1922/;
- Kamienica dochodowa przy ulicy Zielonej 17 /1914/;
- Zabudowa ulicy Marii Konopnickiej - współautorzy Józef Awin i Stanisław Olszewski /1911-1914/;
- Przebudowa w duchu funkcjonalizmu dolnych kondygnacji dawnego Hotelu Francuskiego przy placu Adama Mickiewicza 5 (plac Mariacki) na Pasaż Mariacki. Mieściły się tam wówczas m.in. dom handlowy J. Heckera, biuro PLL LOT, biura Paramount Film, biura Towarzystwa Transportowego Pronta /1925/;
- Kamienica Jonasza Sprechera przy Prospekcie Tarasa Szewczenki 7 (Akademicka) - elewacja Ludwik Tyrowicz, wnętrza Piotr Tarnawiecki /1928-1929/;
- Rozbudowa kamienicy dochodowa przy ulicy Kostii Lewickiego 25 (Jana Kochanowskiego) /1938/;
- Przebudowa willi z 1887 przy ulicy Parkowej 1 (Kazimierza Pułaskiego) - pierwszy projekt Napoleon Łuszczkiewicz /1924/.